# Suenson
Suenson er en dansk, fra Norge stammende slægt, der føres tilbage til Anthonius Nielsen, som 1664 boede på gården Møklebostad i Bredems Sogn, Bergens Stift. Hans sønnesøn, kyper i Bergen Svend Nielsen (død 1748), var fader til dansk konsul i Tunis og Algier, agent Niels Anthoniusen Svendsen (1731-1805), der skrev sig Nicolas Suenson. Han blev fader til fire børn, tre drenge, hvoraf de to ældste blev født i Algier, de andre sikkert i Marseille. Den tredje dreng blev kun 9 år, datteren Antoine døde 1821 i København.
Blandt disse børn var kommandør Jean André Suenson (1773-1840) og kaptajn af Flåden Jean Jacques Isaac Suenson (1774-1821), som med tapperhed kæmpede mod englænderne. De giftede sig med admiral Otto Lütkens døtre Anna Cathrine og Anne Susanne, og begge brødre har efterladt afkom. Den førstnævnte var fader til kommandørkaptajn Magnus Nicolai Suenson (1802-1856) og til kaptajn Otto Frederik Suenson (1810-1888). Denne blev 1848 fabrikmester, 1858 direktør for Marinens skibsbyggeri og konstruerede bl.a. fregatterne Niels Juel, Sjælland og Jylland og korvetterne Thor, Heimdal og Dagmar, ligesom det var ham, som indledede bygningen af panserskibe her i landet. Han beklædte stillingen som departementsdirektør i Marineministeriet 1864-66, havde sæde i Rigsdagen og Borgerrepræsentationen og var endelig marineminister 1867-69.
Ovennævnte Jean Jacques Isaac Suenson efterlod sig kontorchef, cand.jur. i Admiralitetet Jean Nicolas Suenson (1799-1831) og viceadmiral Edouard Suenson (1805-1887), som var fader til kommandør Edouard Suenson (1842-1921) og læge Aage Suenson (1851-1888). Edouard Suensons (1842-1921) sønner var direktør i Det Store Nordiske Telegrafselskab, kammerjunker Kay Suenson (1872-1854) og professor ved Den polytekniske Læreanstalt Edouard Suenson (1877-1958), hvis sønner var direktør for Det Store Nordiske Telegraf-Selskab Bent Suenson (1902-1992) og arkitekten, professor Palle Suenson (1904-1987).
Ovennævnte Magnus Nicolai Suenson (1802-1856) var fader til forpagter Jean André Suenson (1838–1915), som var fader til skibsreder Magnus Nicolaj Suenson (1875-1955), som var handelsminister i det kortlivede ministerium Liebe under Påskekrisen 1920.

## Eksterne referencer
- Wilh. v. Antoniewitz: Danske patricierslægter I, 1956, «Suenson», s 193-217, nemlig «Jean Nikolaus Suenson» s. 197f